# Pentatlón moderno

Pictograma del pentatlón moderno.

El pentatlón moderno («pentatlón», del griego πεντά (penta) 'cinco' + αθλος (athlos) 'competición'; y «moderno», para distinguirlo del pentatlón grecorromano de la Antigüedad) es un deporte olímpico que consta de cinco pruebas: esgrima (espada a un toque), natación (200 m estilo libre), salto ecuestre (12-15 saltos), tiro con pistola y carrera a pie campo a través (3200 m). Actualmente el tiro con pistola y la carrera de campo a través se realizan en una prueba combinada, denominada laser run, en la que cada 800 m de carrera se realiza una ronda de tiro con pistolas láser que simulan el retroceso de una pistola de fuego.
Se creó y se incluyó en el programa olímpico por el Comité Olímpico Internacional en 1909, siendo una iniciativa personal de Pierre de Coubertin, el creador de los Juegos Olímpicos modernos y entonces presidente del COI. Debutó en los Juegos Olímpicos de Estocolmo 1912, gracias al comité organizador de dicha edición, y se ha incluido en todos los Juegos hasta la actualidad.
El pentatlón moderno es también un deporte simbólico del evento, ya que los cinco anillos olímpicos del símbolo olímpico están inspirados en las cinco pruebas del pentatlón moderno.

## Historia del pentatlón moderno

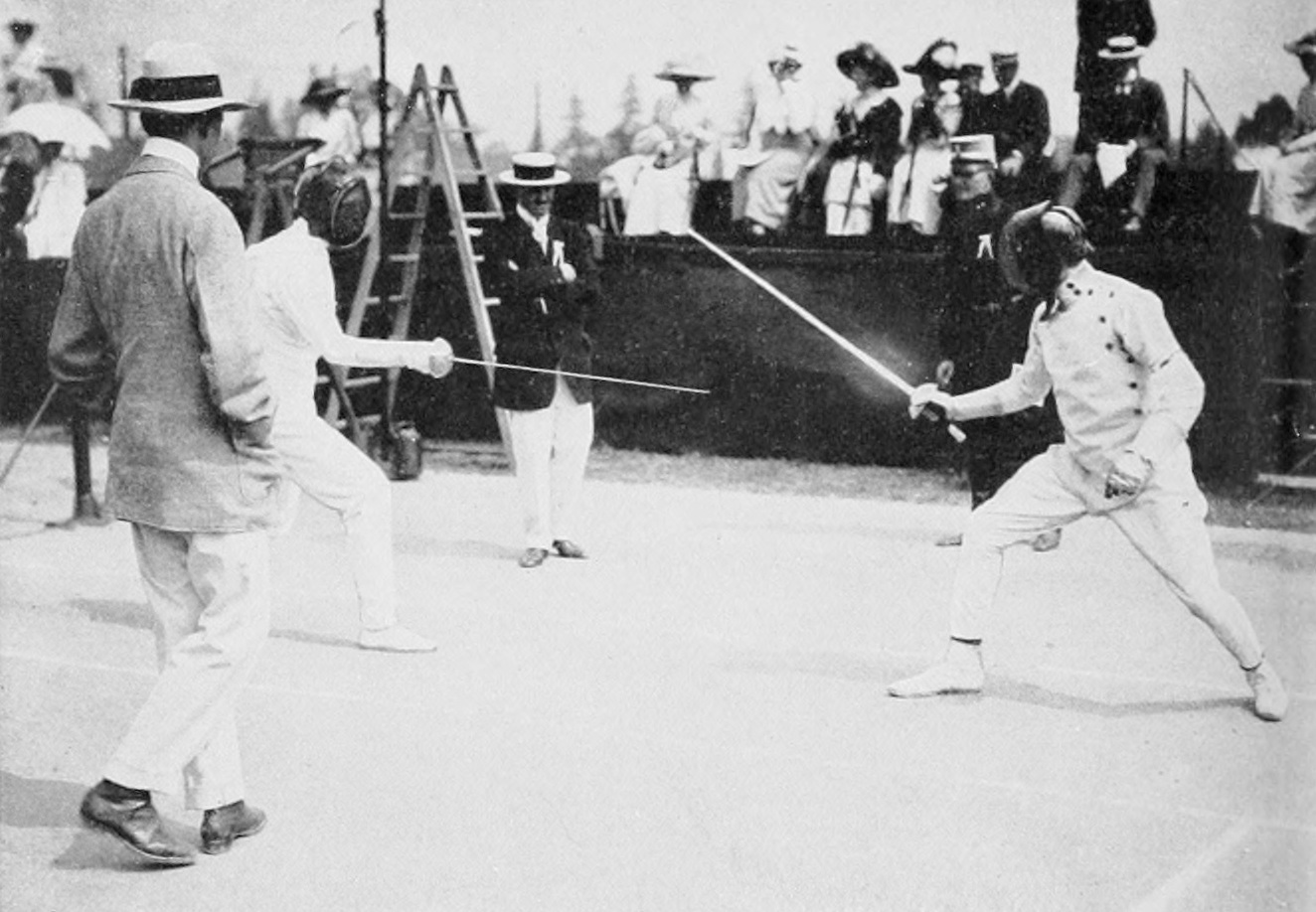
Uno de los asaltos en la prueba de esgrima del pentatlón moderno de los Juegos Olímpicos de Estocolmo 1912. A la izquierda, Jean de Mas Latrie (Francia). A la derecha, George Patton (Estados Unidos).

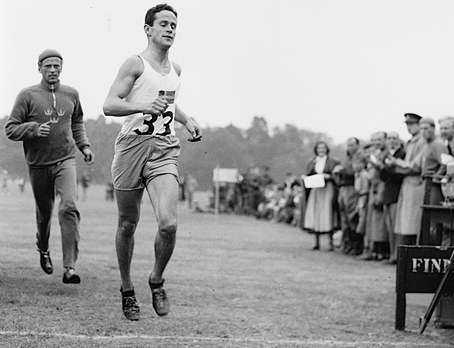
Llegada a meta de William Grut (Suecia), en la prueba de carrera a pie campo a través en los Juegos Olímpicos de Londres 1948.

### La búsqueda del atleta moderno completo
El pentatlón de la Antigüedad, introducido en los juegos olímpicos de la decimoctava olimpiada, en 708 a. C., proporcionaba a su ganador una posición única en los juegos, con el rango de «victor ludorum» («ganador de los juegos»). Al igual que en el pentatlón de la Antigüedad, en el que las cinco pruebas de que constaba (carrera de un estadio, lucha, salto de longitud con halteras, lanzamiento de jabalina y lanzamiento de disco) estaban en función de las habilidades que debía de tener un guerrero en la Antigüedad,[cita requerida] Pierre de Coubertin consideró modificar dicha disciplina deportiva proporcionando así una «innovación moralizante y pedagógica» que buscara encontrar al atleta completo. Eligió las pruebas para el pentatlón moderno de acuerdo a las competencias que pensaba que debería de reunir idealmente un oficial de enlace del siglo XIX tras las líneas enemigas, el cual, derribado su caballo, monta un caballo desconocido, se defiende con su espada, se protege con su pistola, y escapa franqueando un río a nado y desplazándose a la carrera campo a través la última parte de su camino. Así, el pentatlón moderno constaría de cinco pruebas: tiro deportivo (pistola), esgrima, natación, salto ecuestre y carrera a pie campo a través, aunque el orden de las pruebas, el número de jornadas en que se disputa y su sistema de puntuación han variado a lo largo del tiempo.

### El pentatlón moderno en los Juegos Olímpicos
El pentatlón moderno se incorporó al programa olímpico en los Juegos Olímpicos de Estocolmo 1912, originalmente exclusivo en su modalidad masculina. La competición masculina por equipos se añadió en los Juegos Olímpicos de Helsinki 1952 y continuó hasta los Juegos Olímpicos de Barcelona 1992, siempre formados por tres competidores. La competición femenina individual se inició en los Juegos Olímpicos de Sídney 2000.
Lo que si ha cambiado a lo largo de la historia ha sido el orden de las pruebas y el número de días en que se disputa. Se celebró en seis jornadas en los Juegos Olímpicos de Estocolmo 1912 y en los Juegos Olímpicos de París 1924; en cuatro jornadas en Juegos Olímpicos de Amberes 1920; y en cinco jornadas desde Juegos Olímpicos de Ámsterdam 1928 hasta Juegos Olímpicos de Moscú 1980, dedicando un día para cada una de las cinco pruebas. Se volvió a las cuatro jornadas y se introdujo el sistema de handicap en la puntuación desde los Juegos Olímpicos de Los Ángeles 1984 hasta los Juegos Olímpicos de Barcelona 1992, para acortar los tiempos entre pruebas y luchar contra el dopaje deportivo de los competidores. A partir de los Juegos Olímpicos de Atlanta 1996 se realiza el concurso completo en una única jornada, en este caso de cara a aumentar su imagen comercial. A pesar del gran pedigrí de este deporte en los Juegos Olímpicos modernos, y de su estatus como el único deporte creado específicamente para los Juegos Olímpicos Modernos, en 2002 el COI daba como argumentos para su retirada del programa olímpico la falta de participación global de los países e individualmente de los pentatletas, deporte que conlleva un poder adquisitivo monetario significativo lo va en detrimento de su práctica, alta complejidad operativa y relativamente baja cobertura mediática. Sin embargo, el COI, en su reunión celebrada el 8 de julio de 2005, decidió mantenerlo en el programa olímpico gracias a un voto, al menos hasta los Juegos Olímpicos de Londres 2012. La revisión y modificación del reglamento de las pruebas en 2008, incorporando una prueba combinada, se realizó con el fin de captar nuevos practicantes, aficionados, públicos y audiencias a este deporte y así mantenerlo en el programa olímpico.
Los primeros dominadores del pentatlón moderno fueron los suecos, desde 1912 hasta 1956, excepto en 1936 en que ganó un alemán. Desde los años sesenta del siglo XX el dominio quedó en manos de húngaros y soviéticos, luego rusos, tanto a nivel individual como en la competición por equipos. El medallista de oro olímpico de mayor edad hasta la fecha ha sido Pavel Lednev (URSS), que tenía 37 años en los Juegos Olímpicos de Moscú 1980 y la obtuvo en la competición por equipos. El medallista de oro olímpico de menor edad hasta la fecha ha sido Anatoly Starostin (URSS), quien tenía 20 años de edad en los mismos Juegos Olímpicos de Moscú 1980, y la obtuvo en la competición individual. En los Juegos Olímpicos de Montreal 1976 se armó un escándalo cuando se descubrió que el soviético Boris Onishchenko, considerado hasta entonces el mejor esgrimista de su equipo, tenía trucada la empuñadura de su espada, de forma que el sistema de detección le daba un tocado cuando el competidor apretaba un botón; el pentatleta y el equipo fueron descalificados.

### La organización institucional del pentatlón moderno
En 1948, se crea la Unión Internacional de Pentatlón Moderno (UIPM), con sede en Mónaco, ampliando su proyección no únicamente como un deporte solo vigente en citas de los Juegos Olímpicos, tal como era hasta la fecha, sino como un deporte con un calendario de competiciones regulares en los niveles nacionales, continentales e internacional. Así, el campeonato mundial de pentatlón moderno se celebra ininterrumpidamente desde 1949 con carácter anual, siendo el primero el celebrando en Estocolmo (Suecia) en 1949, para competición masculina. La competición femenina individual se inició en 1978, aunque en sede y fecha distinta. Desde 1993, ambos concursos, masculino y femenino, se realizan paralelamente en la misma sede.
En 1960, al introducirse el deporte de biatlón en los Juegos Olímpicos de Squaw Valley 1960, la Unión Internacional de Pentatlón Moderno (UIPM) se adjudica la organización de las competiciones internacionales de biatlón y pasa a denominarse Unión Internacional de Pentatlón Moderno y Biatlón (UIPMB), que posteriormente en 1993 se reorganizará administrativamente y en 1998 se escindirá atendiendo de manera independiente cada uno de los dos deportes, con la creación de la Unión Internacional de Biatlón y de nuevo la Unión Internacional de Pentatlón Moderno (UIPM).
El pentatlón moderno está presente en más de 115 países a través de sus federaciones nacionales correspondientes. Las competiciones de pentatlón moderno están incluidas también en algunos Juegos Regionales como los Juegos Asiáticos, Juegos Panamericanos, Juegos Centroamericanos y del Caribe, y está prevista su inclusión en los Juegos Balcánicos y los Juegos Mediterráneos.

## Desarrollo de las pruebas del pentatlón moderno

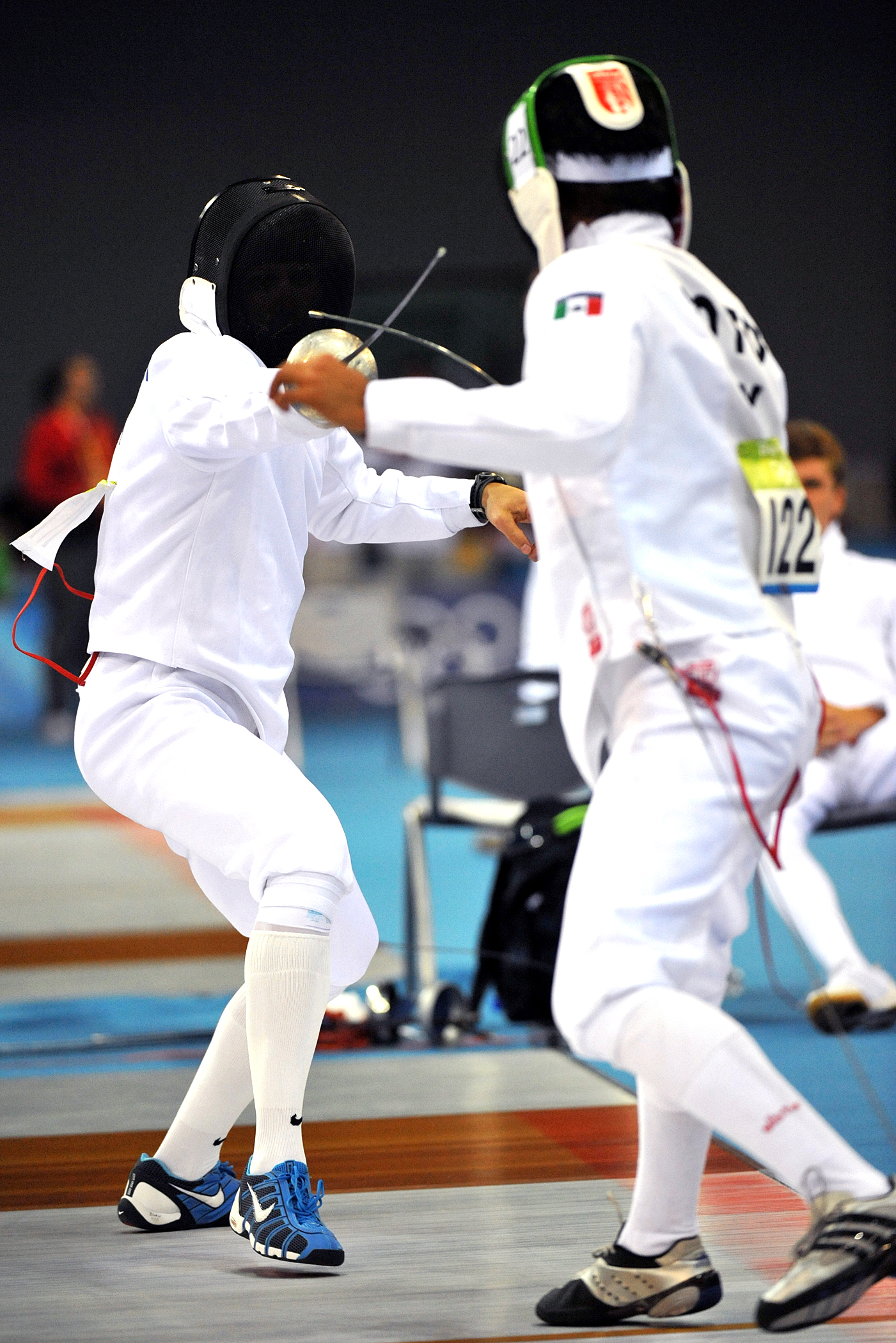
Prueba de esgrima en los Juegos Olímpicos de Pekín 2008.

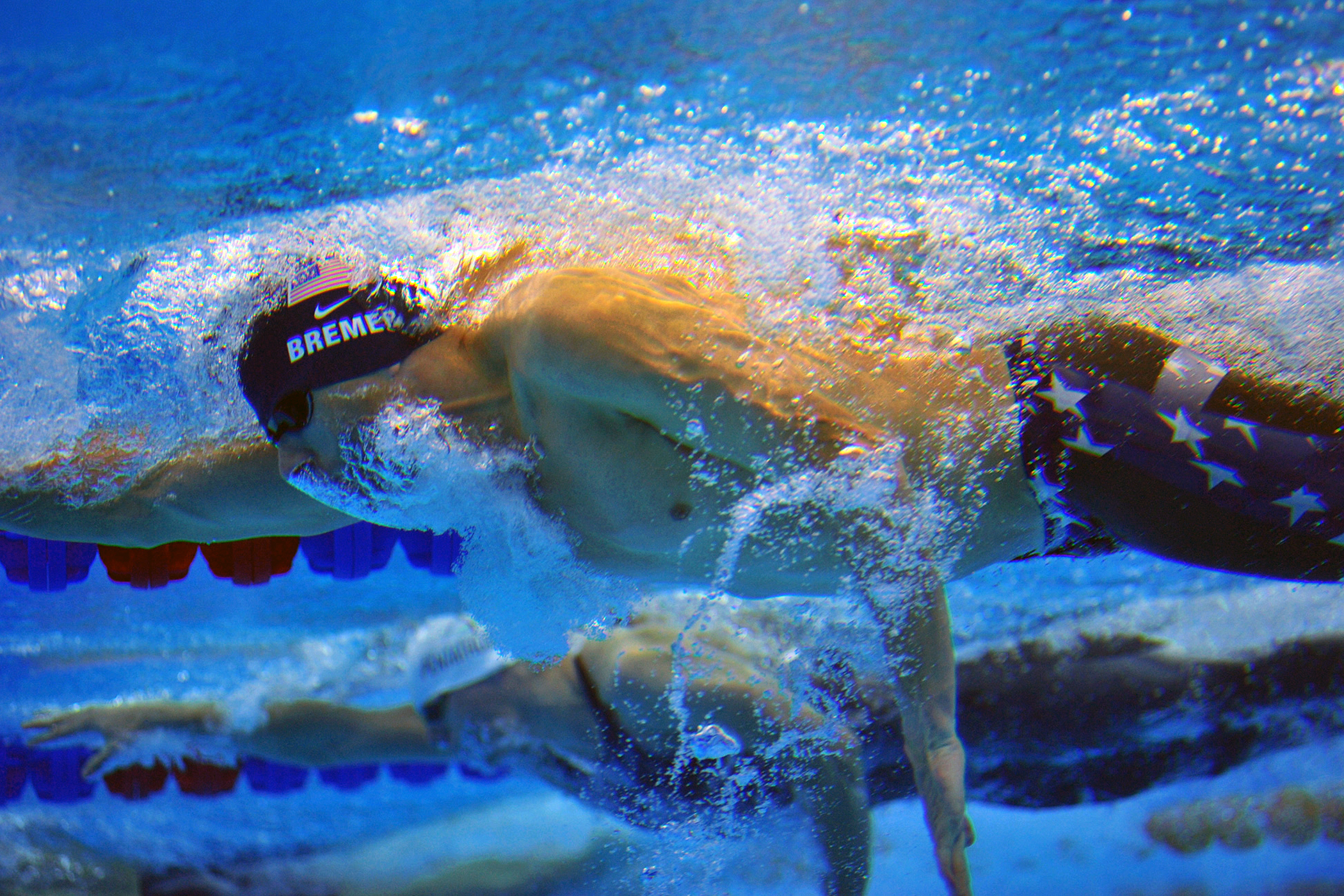
Prueba de natación en los Juegos Olímpicos de Pekín 2008.

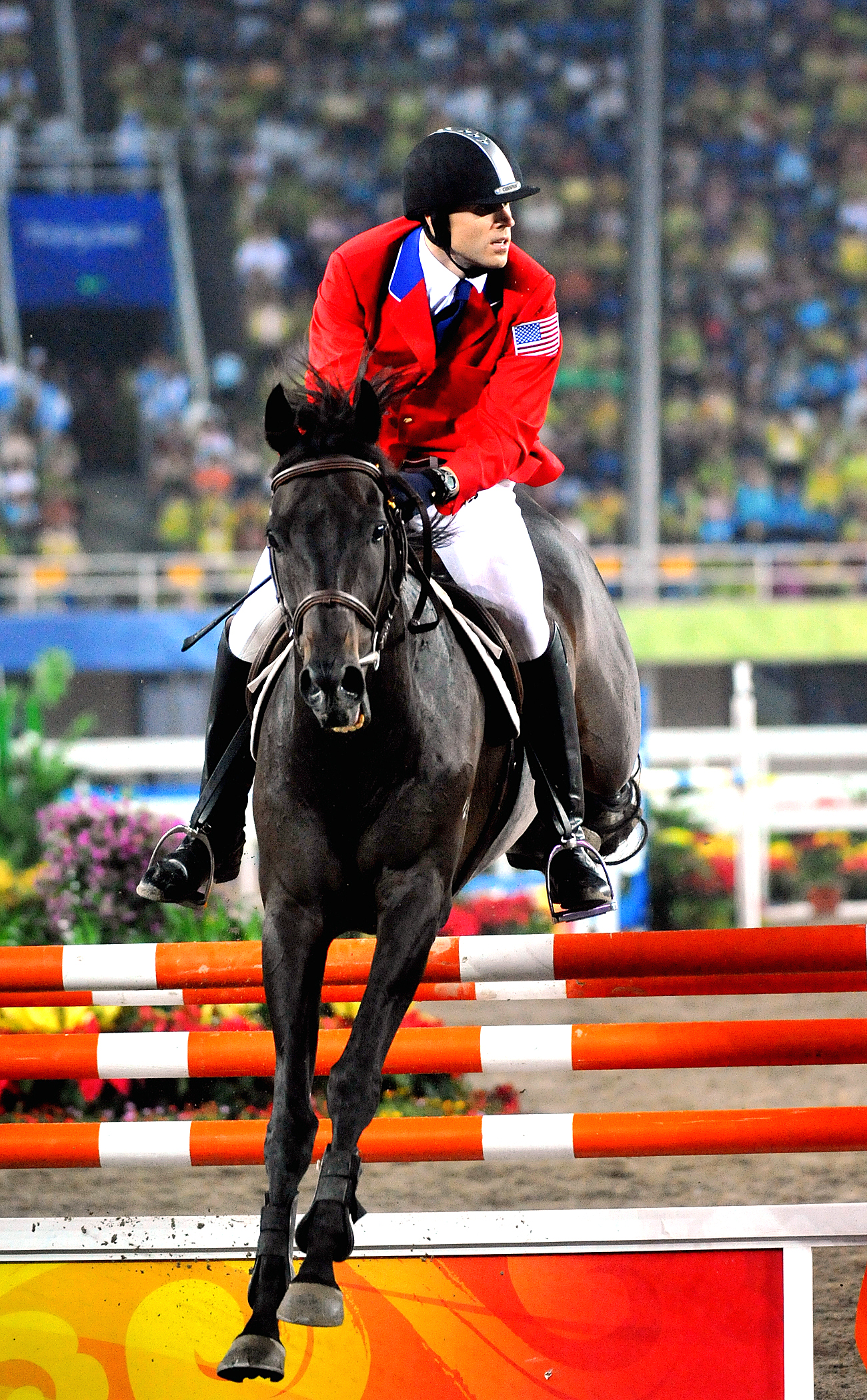
Prueba de salto ecuestre en los Juegos Olímpicos de Pekín 2008.

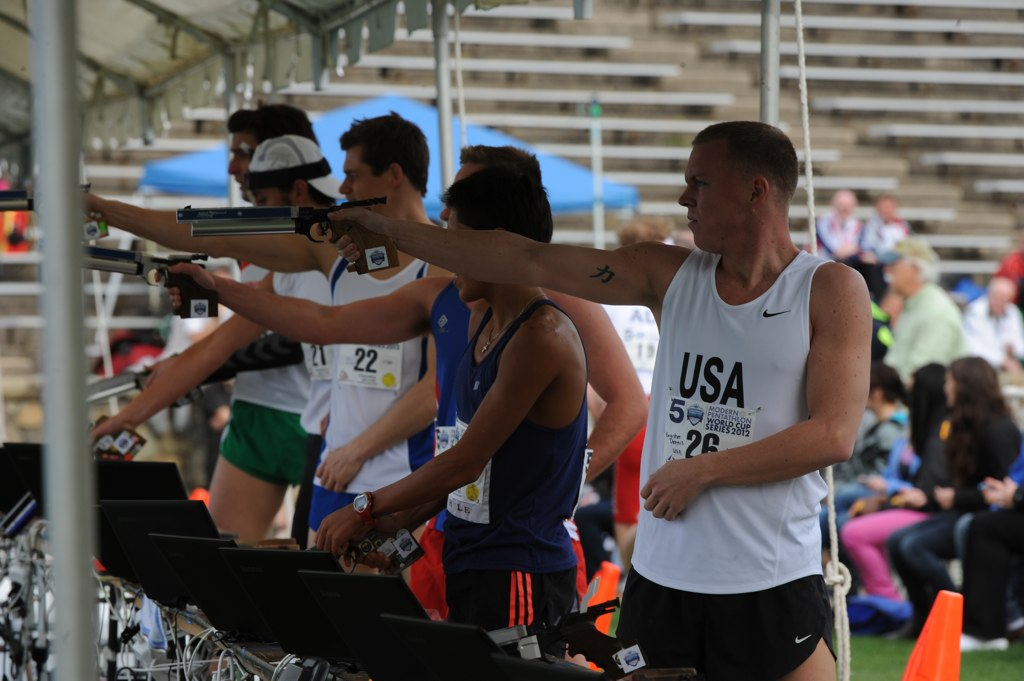
Prueba de tiro deportivo (pistola) en el Campeonato Mundial de Pentatlón Moderno de 2012.

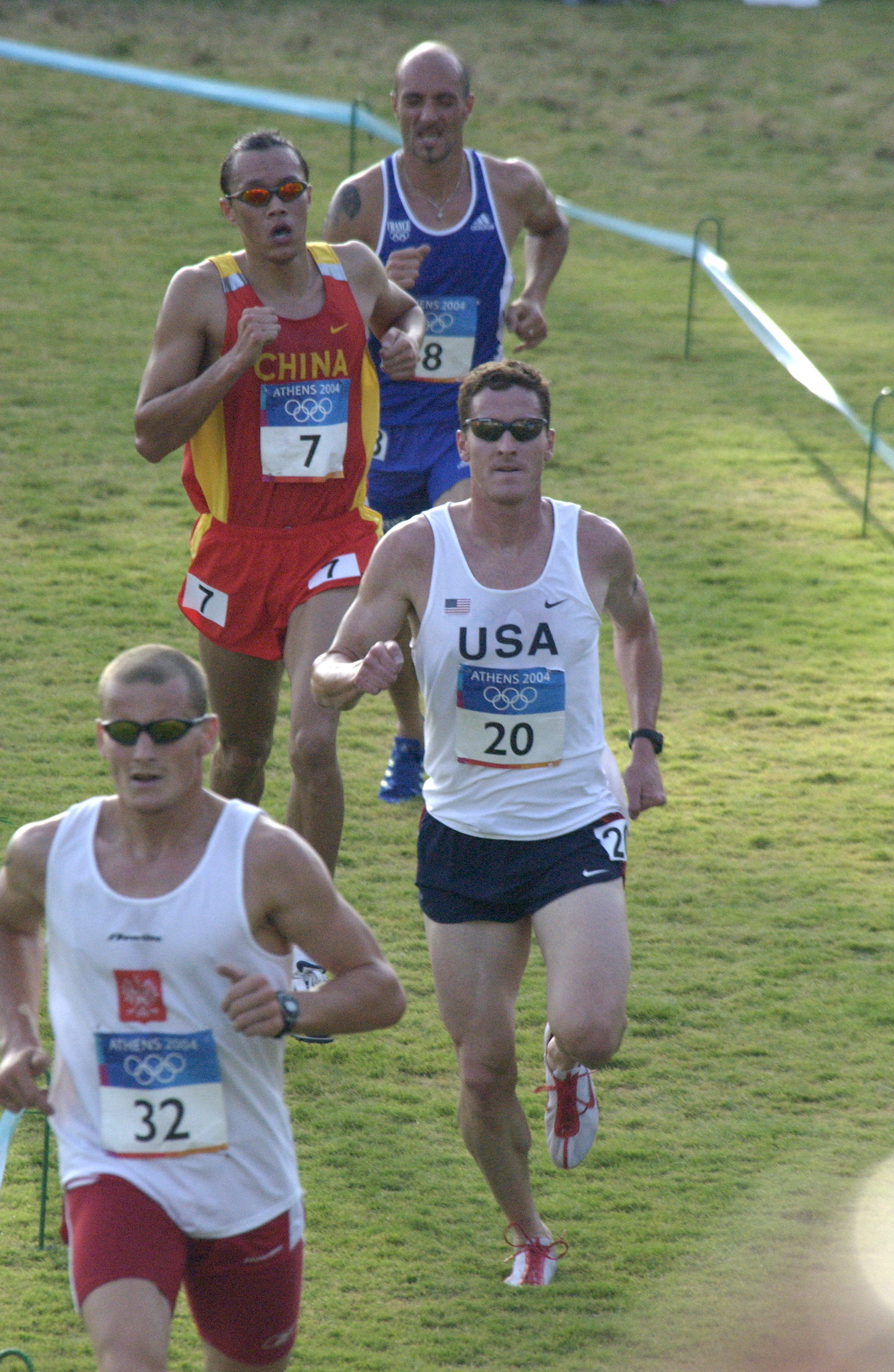
Prueba de carrera a pie campo a través en los Juegos Olímpicos de Atenas 2004.

### Puntuación y hándicap
Hasta los Juegos Olímpicos de Melbourne 1956 la puntuación se establecía según el puesto que se ocupaba en cada prueba, ganando finalmente el que obtenía en su suma la posición menor. En 1954, se introdujo una tabla de puntuación particular para cada prueba, sobre un estándar de rendimiento de 1000 puntos de pentatlón. Para darle mayor atractivo a este deporte, a partir de los Juegos Olímpicos de Los Ángeles 1984 se introdujo el sistema de hándicap pero solo para la salida de la prueba de carrera a pie campo a través. Cada una de las primeras pruebas asignaría una puntuación de pentatlón al pentatleta de acuerdo a un baremo, que sería el que ordenara a los pentatletas para disputar la salida escalonada en esta prueba. De esta forma, el primer pentatleta en cruzar la meta sería el ganador sin tener que esperar al recuento de puntos.
Desde 1954 hasta 2008, la clasificación final de los pentatletas se decidía por la suma de los puntos de pentatlón obtenidos en cada una de las cinco pruebas. Si había un empate en la puntuación total se aplicaba el principio de orden por pruebas y comparando primero la primera posición en un número mayor de pruebas, y si se mantenía la igualdad se comparaban los puestos en las cinco pruebas y se declaraba ganador al pentatleta que había obtenido mejor lugar en más pruebas.
Las cinco pruebas del pentatlón moderno se han realizado de manera independiente hasta el 2009, año en que se revisó el reglamento de la competición y se introdujo como última prueba de la competición una prueba combinada de carrera a pie campo a través y tiro deportivo (pistola rápida), denominada laser run, a imagen del biatlón de invierno, y que también se inicia mediante salida por hándicap. Además, se revisa el sistema de puntuación total ya que no se barema con puntos de pentatlón la última prueba combinada, y por tanto ya no se suman los puntos de pentatlón de las diferentes pruebas, y el orden de llegada de los pentatletas a la meta es el orden general de la competición. Si es imposible determinar quien cruzó la línea de meta en primer lugar, el ganador será el pentatleta o equipo que haya conseguido ser primero más veces en las cinco pruebas. Si sigue habiendo un empate, y si persiste la igualdad se comparará los puestos en las cinco pruebas y se declara ganador al pentatleta que haya obtenido mejor lugar en más pruebas. Las competiciones con dicha modificación en las pruebas se iniciaron a partir de 2009.

### Tiro con pistola
Hasta 2008, el tiro deportivo era una prueba que se realizaba de manera independiente, siendo la primera prueba de la competición. Era una prueba de pistola rápida, en la que los competidores disparaban a una sola mano, al principio con una pistola de fuego, posteriormente con una pistola de aire comprimido de 4.5 mm, a 20 dianas de 155 mm de diámetro, a una distancia de 10 m, con un tiempo límite permitido de 40 s entre cada disparo. La diana tiene 10 anillos y un círculo central, variando la puntuación de 1 a 10 desde el anillo externo hasta el círculo central. Si un disparo está en el límite de dos anillos se concede el valor más alto. Si la pistola funciona mal durante la prueba se permiten cinco minutos para intentar repararla. Para el sistema de puntuación, 172 puntos de tiro equivalen a 1000 puntos de pentatlón. Cada punto más o menos en las dianas supone un incremento o disminución de 12 puntos de pentatlón. Por ejemplo, 180 puntos de tiro suponen 1096 puntos de pentatlón, mientras 170 puntos de tiro equivalen a 976 puntos de pentatlón. A partir de 2009 el tiro deportivo se desarrolla de manera diferente, ya que se encuentra combinada con la prueba de carrera a pie campo a través en la última prueba de la competición.

### Esgrima
La esgrima como todas las demás pruebas ha ido variando en su orden de competición. Desde 2009 ha pasado a ser una de las tres primeras pruebas antes de la prueba combinada. La competición se desarrolla en bandas o pistas especiales que miden 14 m de largo y entre 1,5 y 2 m de ancho alojadas en un pabellón deportivo. Cada pentatleta se enfrenta, en sucesivas rondas contra todos los demás pentatletas, en combate de esgrima con espada, con una duración de un minuto a tocada única. Si después de dicho tiempo no hay tocado hay derrota para cada uno de los dos contendientes. El blanco válido en los combates de espada es todo el cuerpo, la modalidad que mantiene la veracidad histórica del origen de este deporte. Los tocados dobles (realizados con una diferencia de menos de 0,04 s) no cuentan. Existen infracciones por golpear la espada en algo para que el oponente no se registre el tocado, por cruzar la línea de asalto con ambos pies o para evitar un golpe, por una jugada peligrosa y por lanzar la espalda al adversario. El 70% de asaltos ganados corresponden a 1000 puntos de pentatlón. El asalto ganado se llama victoria y el asalto perdido es una derrota, y cada victoria por encima o por debajo de la marca de 70% tiene el valor de puntuación específica que está de acuerdo con el número de pentatletas. Así:

22-23 asaltos proporcionan ±40 puntos

24-26 asaltos proporcionan ±36 puntos

27-29 asaltos proporcionan ±32 puntos

30-33 asaltos proporcionan ±28 puntos

34-39 asaltos proporcionan ±24 puntos

Por ejemplo: 36 competiciones (el número de atletas en una final) son 35 asaltos, y el 70% de 35 asaltos son 25 victorias en asaltos que equivalen a 1000 puntos. Luego 23 victorias en asaltos equivalen a 952 puntos de pentatlón.

### Natación
La natación como todas las demás pruebas ha ido variando en su orden de competición. Desde 2009, ha pasado a ser una de las tres primeras pruebas antes de la prueba combinada. Los pentatletas por lo general tienen un fondo de natación, ya que está considerada como la única disciplina del pentatlón que no se puede aprender a alto nivel una vez sobrepasada cierta edad. Por esta razón, el estándar de una buena natación se considera una condición previa para la participación en pentatlón moderno. La prueba de natación es una carrera de 200 m estilo libre tanto para hombres como para mujeres, separados por series de acuerdo a su mejor tiempo personal, sin importar su lugar de llegada, sino el tiempo empleado en la prueba, que es el que da la puntuación. Un tiempo de 2 min 30 s obtendría 1000 puntos de pentatlón. Cada 0,33 s vale ±4 puntos de pentatlón y por lo tanto el valor de cada segundo natación tiene un valor de 12 puntos de pentatlón. Por ejemplo, un tiempo de 2 min 32.66 s corresponde a 968 puntos de pentatlón. Se penaliza con 40 puntos de pentatlón la salidas falsas, no tocar la pared al final de una vuelta o salir de la piscina de forma incorrecta. Hasta 2000 la distancia de la prueba era de 300 m.

### Salto ecuestre
El salto ecuestre ha ido variando en su orden de competición, situándose en todas las posiciones posibles. Desde 2009 ha pasado a ser una de las tres primeras pruebas antes de la prueba combinada. Los competidores deben realizar un concurso de salto ecuestre de obstáculos de hasta 1,20 m de altura. El campo, de entre 350 m y 450 m de recorrido, presentará de 12 a 15 obstáculos y debe tener obligatoriamente un obstáculo doble y uno triple (anteriormente también era obligado un salto de ría). Los pentatletas deben vestir una chaqueta de montar y portar casco de protección en la cabeza y se puede usar fusta y espuelas. Están prohibidas las campanas y las luces intermitentes. El caballo, proporcionado por los organizadores, es distinto para cada competidor y ha sido sorteado al azar previamente. En otros momentos el sistema de asignación del caballo se realizó dividiendo a los pentatletas se dividían por grupos en función de la puntuación conseguida anteriormente. A los efectos de calentamiento y preparación, a los pentatletas se les permite montar su caballo asignado durante 20 min antes de la prueba y tener hasta 5 saltos de prueba en el ámbito de calentamiento previsto. También se les da 20 min para revisar el recorrido en cualquier momento durante la prueba de acuerdo con el calendario del organizador. El pentatleta tiene un límite de tiempo específico para completar la prueba, que se fija en función de su longitud. Un concurso sin fallos en el tiempo permitido, que varía entre 60 s y 77 s dependiendo de la longitud del recorrido, le da al pentatleta 1200 puntos de pentatlón (anteriormente eran 1100 puntos de pentatlón). Por cada error se pierden puntos de pentatlón. Ejemplos de errores y sus penalizaciones serían (en la actualidad): 20 puntos de pentatlón por cada derribo de un obstáculo; 40 puntos de pentatlón por cada rehúse o desobediencia: 60 puntos de pentatlón por cualquier desobediencia que lleva al derribo de un obstáculo. Después de dos negativas en un salto, el pentatleta debe intentar saltar el obstáculo siguiente. Una caída del pentatleta del caballo o si ambos caen conlleva una penalización de 60 puntos de pentatlón. Después de la segunda caída se da por terminada la prueba. Cada segundo que se sobrepase sobre el tiempo permitido conlleva una penalización de 4 puntos de pentatlón. El tiempo límite es el doble del tiempo permitido. Si el pentatleta supera el tiempo límite, debe terminar el concurso. Se deben saltar los obstáculos en orden. En caso de finalización de la prueba, cada uno de los obstáculos que no se saltaron se penalizan con 100 puntos de pentatlón. Los casos más comunes de finalización de la prueba son: equivocar el itinerario, una segunda caída, superar el tiempo límite y retirarse de la prueba.

### Carrera a pie campo a través
La carrera a pie campo a través ha ido variando en su orden de competición. Al final de las anteriores pruebas, los deportistas se ordenaban por la puntuación conseguida. Hasta el año 2000, la carrera a pie campo a través se realizaba dando tres vueltas a un circuito de 1000 metros, imitando a una carrera de campo a través, con lo que se recorría un total de 3000 m. Desde los Juegos Olímpicos de Los Ángeles 1984, la carrera se iniciaba mediante una salida escalonada por hándicap con diferentes tiempos, en la que el competidor que presentaba la mayor puntuación partía primero, y los siguientes parten con 1 s de diferencia por cada 4 puntos de pentatlón menos. Para el sistema de puntuación se aplica que 1000 puntos de pentatlón se obtendrían para un tiempo de 10 min 0 s en competiciones masculinas y para un tiempo de 11 min 20 s en competiciones femeninas. Cada segundo vale ±4 puntos de pentatlón. Por ejemplo, un tiempo de 10 min 10 s corresponde a 960 puntos de pentatlón y 9 min 40 s corresponde a 1080 puntos de pentatlón.

### Combinada de carrera a pie campo a través y tiro con pistola
Es la última prueba de la competición introducida a partir de 2009 y denominada laser run. Es una prueba combinada de carrera a pie campo a través de 3200 m (4 vueltas a un circuito de 800 m) y tiro deportivo (pistola rápida), que se realiza en cuatro rondas, una al inicio de la carrera y otras tres tras cada vuelta al circuito de la carrera, excepto tras la última vuelta en la que se cruza la meta. En las rondas de tiro los pentatletas disparan a una sola mano con una pistola láser (que presenta un ligero desfase de tiempo que simula el que acontece desde que se aprieta el gatillo hasta que sale lanzado el proyectil en las de aire comprimido), a una diana electrónica, que consisten en un único objetivo negro de un diámetro de 59.5 mm y cinco indicadores lámparas verde/rojo, situada a 10 m. Debe acertar cinco veces en la diana lo más rápidamente posible con un número ilimitado de disparos, y por tanto sin que penalicen los fallos, en un tiempo máximo de 70 s.
Para la salida de esta prueba combinada vigente los competidores se clasifican de acuerdo al sistema de hándicap, por sus puntuaciones en las tres anteriores pruebas y salen escalonadamente por hándicap con diferentes tiempos, comenzando por el pentatleta que lidera la competición, el que tiene mayor número de puntos de pentatlón. Cada 4 puntos de pentatlón corresponden a 1 s de diferencia en la salida con el pentatleta que lidera la competición general. Desde 2009, no se barema con puntos de pentatlón la última prueba, y el orden de llegada de los pentatletas a la meta en esta prueba combinada será también el orden general de la competición.